# Vrapci
 Ovo je glavno značenje pojma Vrapci. Za druga značenja pogledajte Vrapci (razdvojba).
Vrapci (lat. Passeridae) su porodica koja pripada redu vrapčarki (Passeriformes). Rašireni su diljem svijeta, poglavito u Europi i Aziji. Uglavnom za stanište biraju toplije krajeve. Brojne su vrste vrabaca, što ne čudi ako znamo da se vrlo brzo prilagođavaju uvjetima ozemlja koje nastavaju, a neke vrste su toliko prilagodljive da ih se praktično može svrstati u pripitomljene ptice koje nimalo ne uznemirava nazočnost čovjeka. Kako su svejedi, a za izgradnju gnijezda koriste sve mogućnosti koje su im na raspolaganju (udubine u zidovima, napukla stabla, napuštena gnijezda većih ptica, etc.), šire se vrlo brzo i, po procjenama znanstvenih krugova, spadaju u kategoriju sigurnih ptica. 

## Rodovi
- Hypocryptadius
- Carpospiza
- Petronia
- Onychostruthus
- Montifringilla
- Pyrgilauda
- Gymnoris
- Passer